# Faber-Castell

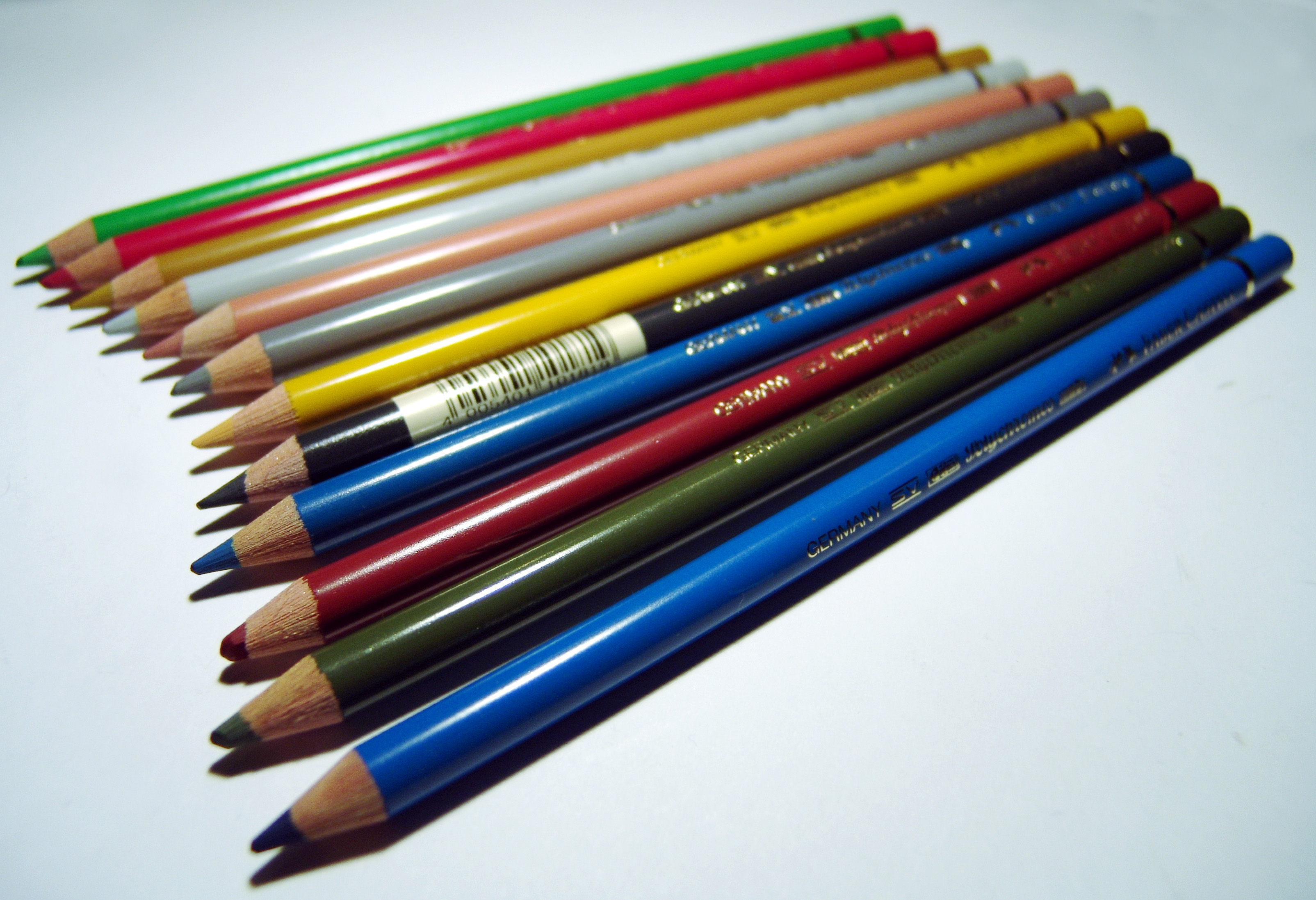
Faber-Castell Polychromos

Faber-Castell är en tillverkare av pennor, färgpennor, kritor och modellera.
Företaget har omkring 5 850 anställda, 15 fabriker och 18 försäljningsbolag. Man har bl.a. ett bolag i Brasilien som med sina 1,5 miljarder tillverkade stift per år är världens största färgstiftfabrik.

## Historia

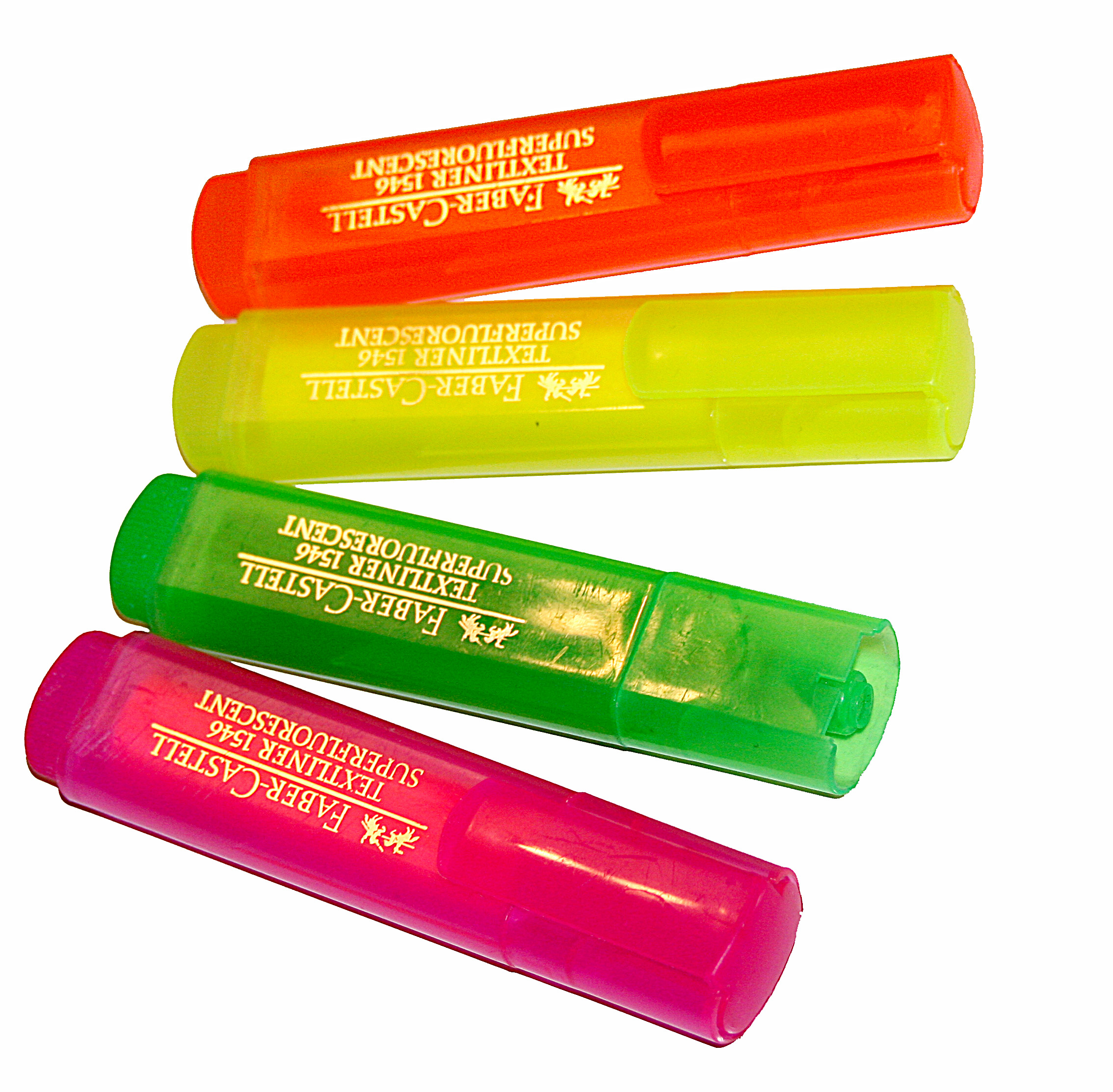
Färgpennor tillverkade av Faber-Castell.

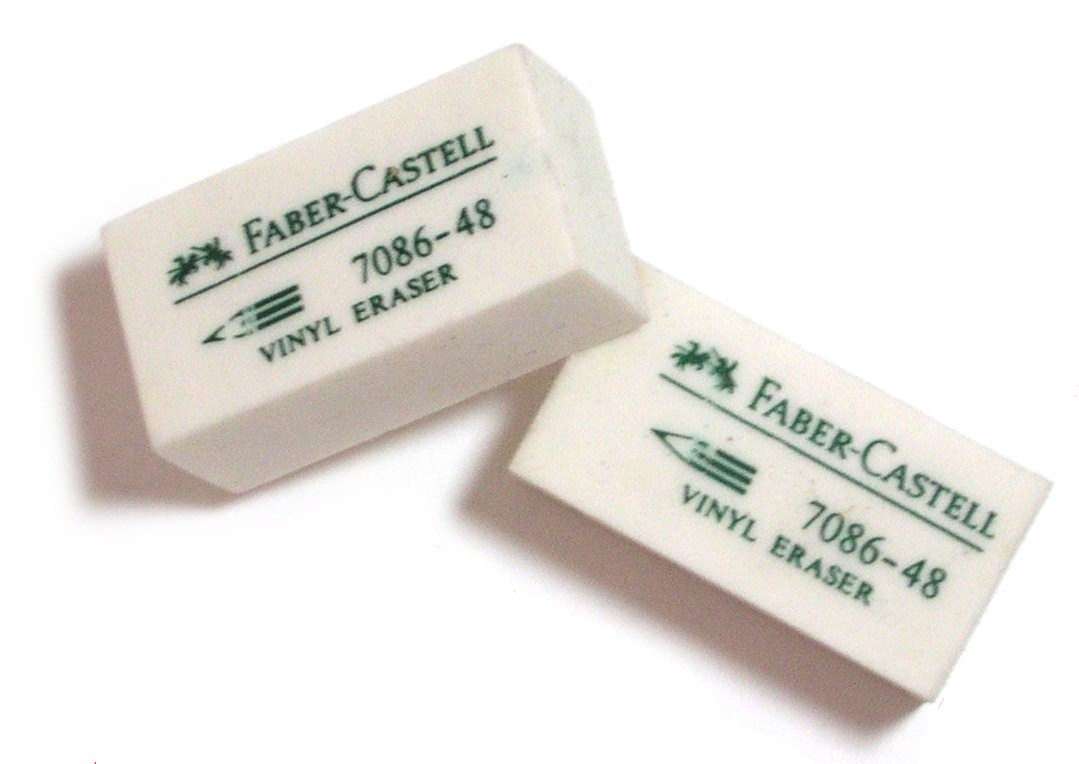
Radergummin tillverkade av Faber-Castell.

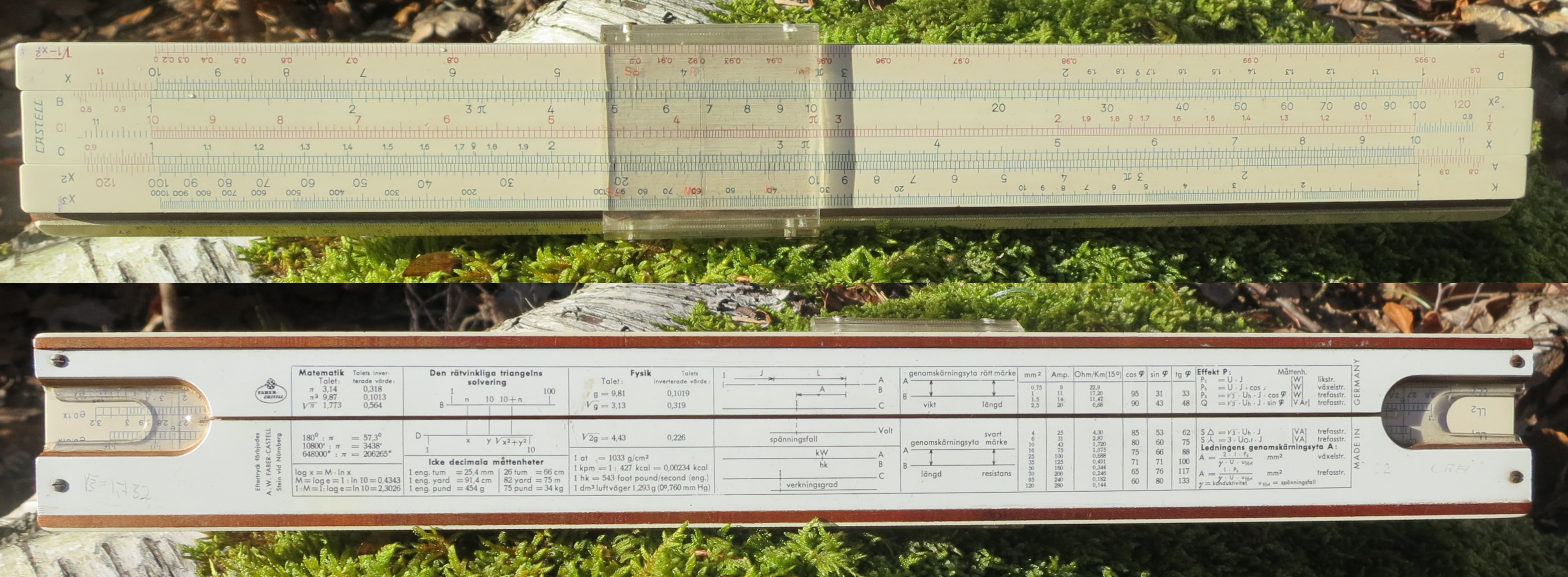
Svensk version av Faber-Castells räknesticka 1/54 Darmstadt från 1967

Faber-Castell grundades 1761 av Kaspar Faber för tillverkning av blyertspennor i Stein utanför Nürnberg. Kaspars son Anton Wilhelm ledde framgångsrikt företaget och företaget fick namnet A.W. Faber. Georg Leonhard Faber ledde företaget genom svåra ekonomiska tider men det var den fjärde generationen som lade grunden till dagens framgångsrika företag; Lothar von Faber (1817–1896) som målmedvetet ledde företaget och utvecklade det moderna kvalitetsstiftet och var den första att tillverka sexkantiga pennor.
1843 startade man en agentur i New York och hade därmed börjat försäljning på den amerikanska marknaden. Senare öppnade man nya agenturer och dotterbolag i andra länder. Lothar von Fabers enda barn, Wilhelm, började i företaget 1873. 

### Namnet Faber-Castell
Efter Lothars död 1896 drev hans fru Ottilie Freifrau von Faber vidare företaget fram till 1900. Wilhelm von Fabers dotter Freiin Ottilie von Faber gifte sig med Alexander zu Castell-Rüdenhausen. Detta kom senare att leda till dagens företagsnamn Faber-Castell då Alexander zu Castell-Rüdenhausen 1900 klev in i företagsledningen. 1905 lanserade man de mörkgröna Castell-pennorna med Turnier der Bleistiftritter, blystiftsriddarnas turnering som märke vilket idag blivit en viktig del av varumärket.
1928 tog Roland Graf von Faber-Castell över bolagsledningen. Faber-Castell köper blyertsfabriken Johann Faber. Johann Faber har en fabrik i Brasilien. I samband med andra världskriget förlorade bolaget sina fabriker i USA och Brasilien. Efter andra världskriget började Faber-Castell tillverka kulspetspennor som började ersätta reservoarpennor.
Under 1960- och 1970-talet grundar bolaget flera utländska dotterbolag: Australien, Österrike, Argentina och Peru. Bolaget kan också köpa tillbaka den förlorade fabriken i Brasilien. Under 1960-talet började företaget tillverka tuschpennor. Sedan 1978 leds företaget av Anton Wolfgang Graf Faber-Castell. Under hans ledning byggdes bland annat världens största radergummifabrik i Malaysia 1980.
En annan medlem av släkten Faber grundade 1872 Bleistiftfabrik vorm. Joh. Faber, Nürnberg, som även det utvecklades till ett världsföretag, och 1930 hade 1.200 anställda.
Floria av Castell-Faber är gift med lantgreve Donatus av Hessen som även är titulär kung av Finland.